# Hajdine
Hajdine su naselje u Hrvatskoj u sastavu Grada Vrbovskog. Nalaze se u Primorsko-goranskoj županiji.

## Zemljopis
Sjeverozapadno su Poljana i Presika, sjeveroistočno je Nadvučnik, istočno je Stubica, jugoistočno je Tuk, južno su Vrbovsko i Hambarište, jugozapadno su Vujnovići i ušće rijeke Kamačnika u Dobru, zapadno je rijeka Dobra.

## Stanovništvo
| broj stanovnika | 226   | 196   | 225   | 204   | 173   | 182   | 126   | 159   | 137   | 138   | 148   | 138   | 118   | 115   | 102   | 80    | 51    |
|                 | 1857. | 1869. | 1880. | 1890. | 1900. | 1910. | 1921. | 1931. | 1948. | 1953. | 1961. | 1971. | 1981. | 1991. | 2001. | 2011. | 2021. |